# خوستو نافارو
خوستو نافارو (بالإسبانية: Justo Navarro)‏ هو صحفي وكاتب ومترجم وشاعر إسباني، ولد في 28 أغسطس 1953 في غرناطة في إسبانيا.